# Debdú
Debdú,  (en lengua  bereber : ⴷⴱⴷⵓ) es una ciudad del este de Marruecos en la provincia de Taourirt, con una población de casi 4600 personas

## Historia
De 1430 a 1563, Debdú fue la capital de un virreinato vasallo de los wattássidas, que los separan de los otomanos y gobernado por la dinastía de los Ouartajin:
- Moussa Ben Hammou (1430-1460)
- Ahmed (1460-1485)
- Mohamed Ben Ahmed (1485-1513)
- Mohamed II (1513-1550)
- Ammar (1550-1563)

Su principal característica fue quizá la importancia que revistió la comunidad judía, ya que fue una de las pocas ciudades del Magreb en el que los judíos llegó a constituir la mayoría de la población, hasta la década de 1960 cuando la mayoría emigró a Israel.

## Comunidad judía de Debdú
La comunidad judía de Debdú tuvo su origen en unas pocas familias sefaradíes emigradas de Sevilla en 1391. La población creció sostenidamente llegando a ser mayoría en la ciudad hasta que a mediados del Siglo XIX una epidemia de cólera devastó la ciudad y por muertes o emigración la población judía, dos tercios de la total, se redujo de 630 a 330 familias.
A fines de ese siglo, la ciudad, cuya población alcanzaba los 2000 habitantes, un tercio de ellos judíos, era nuevamente un renombrado centro de esa cultura, que aportaba rabinos a las restantes ciudades de Marruecos.
En 1903 la creciente hostilidad de la población musulmana y el deterioro de su posición económica llevaron a la comunidad judía de Debdou a solicitar y obtener asistencia financiera de la Alliance Israélite Universelle con sede en París.
Si bien la creación del protectorado francés en 1912 eliminó los problemas de seguridad de la comunidad, la población judía emigró gradualmente a las cercanas ciudades. Pese a ello, hasta mediados de la década del 50 Debdou mantuvo su posición central en la vida del judaísmo maghrebi. Tras la Segunda Guerra Mundial, un millar de judíos continuaban en la ciudad. En 1955 y 1956 la mayoría emigraron a Israel.

## Galería

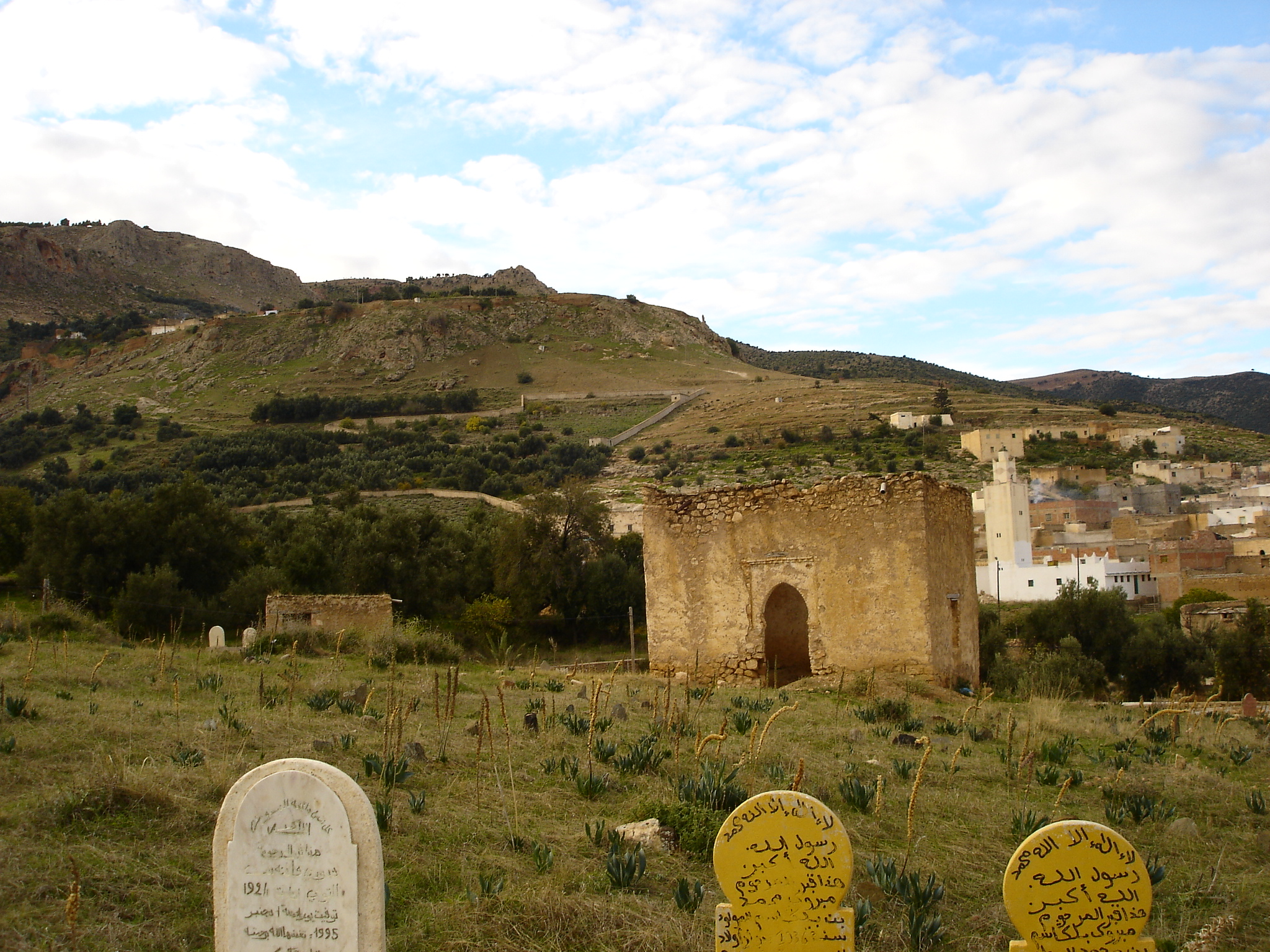
Antiguo cementerio de la dinastía de los Mariníes .
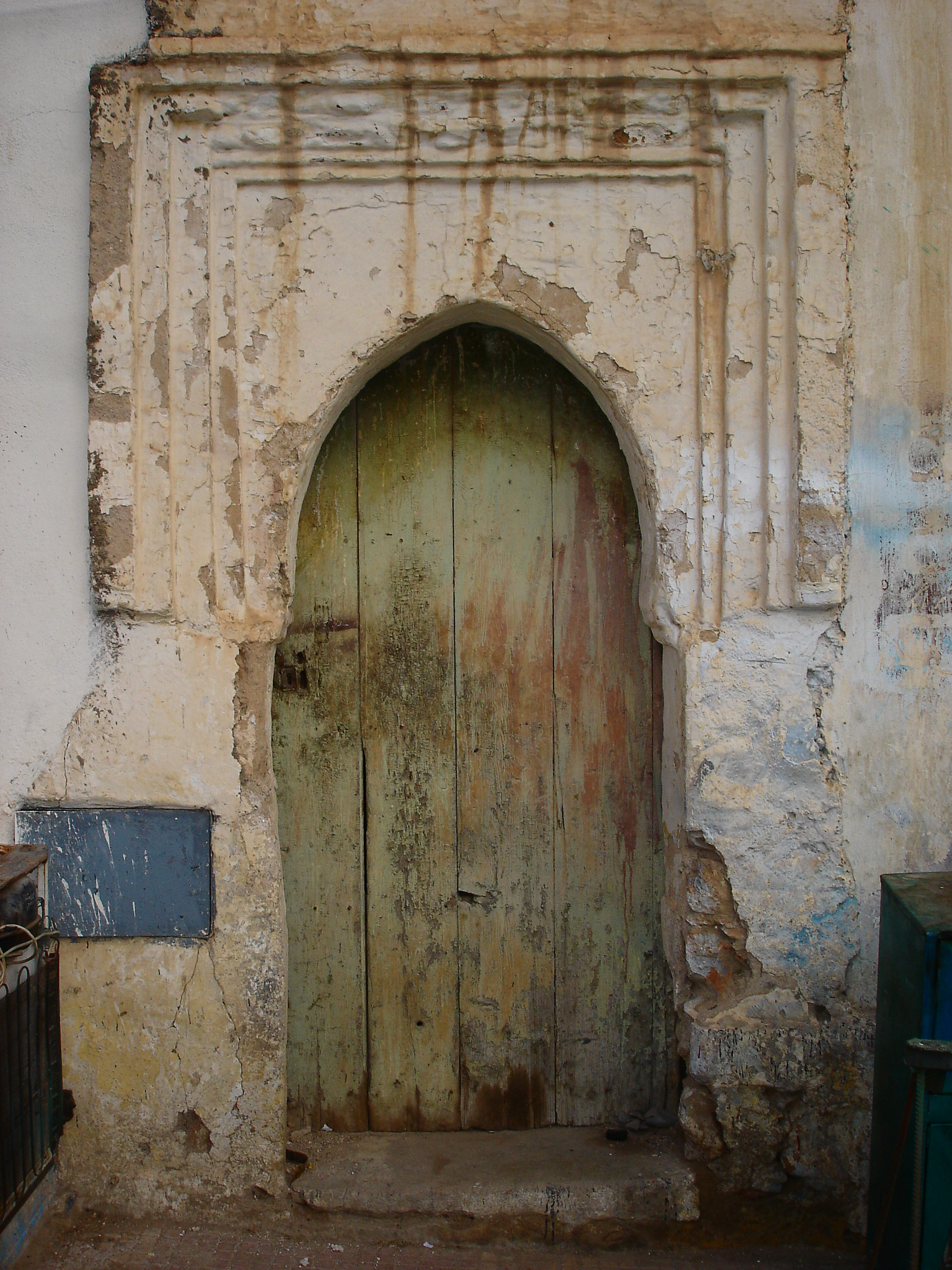
La puerta de la típica casa judía
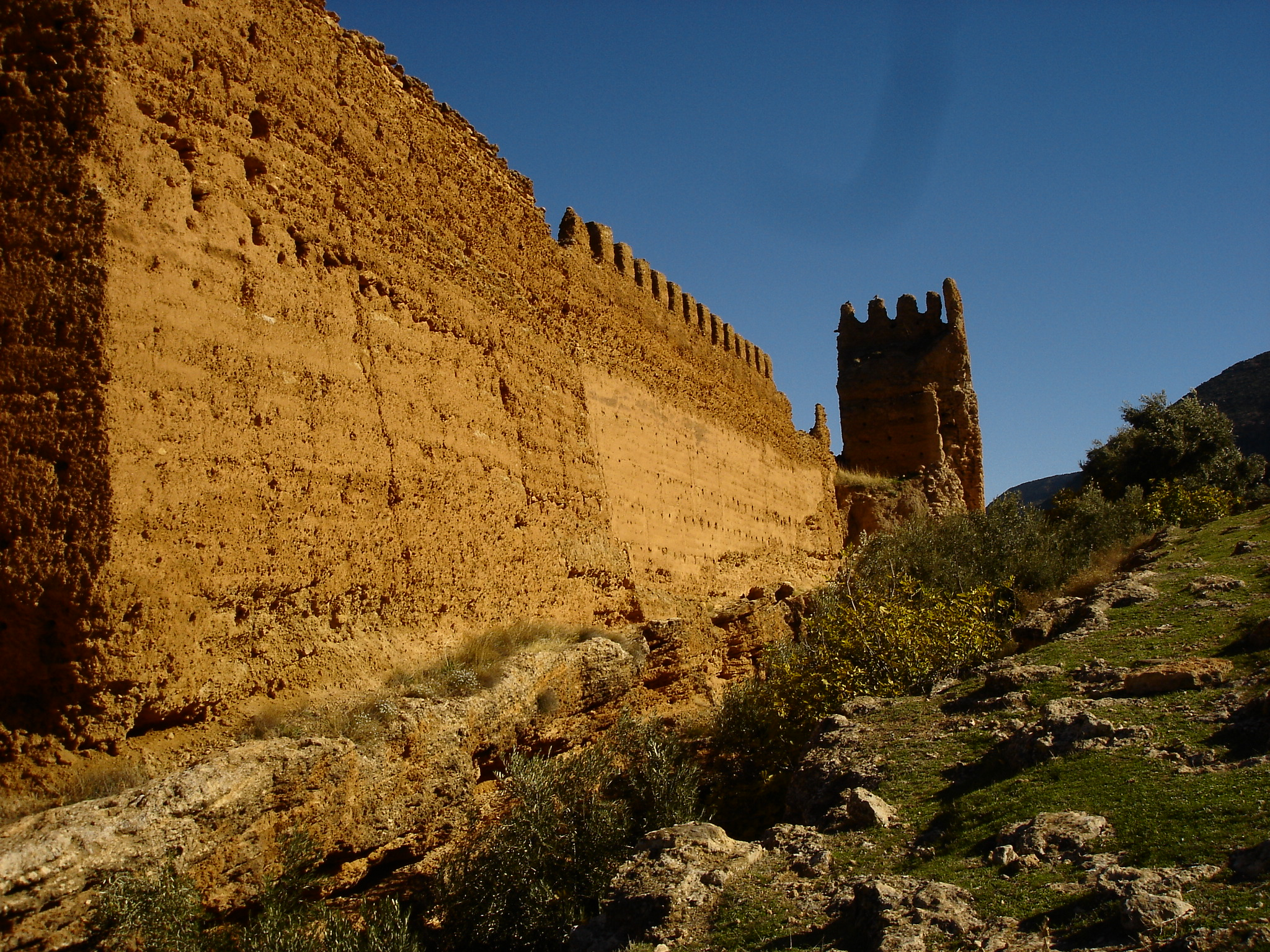
Antigua  Qasbah de la época de los  Mariníes
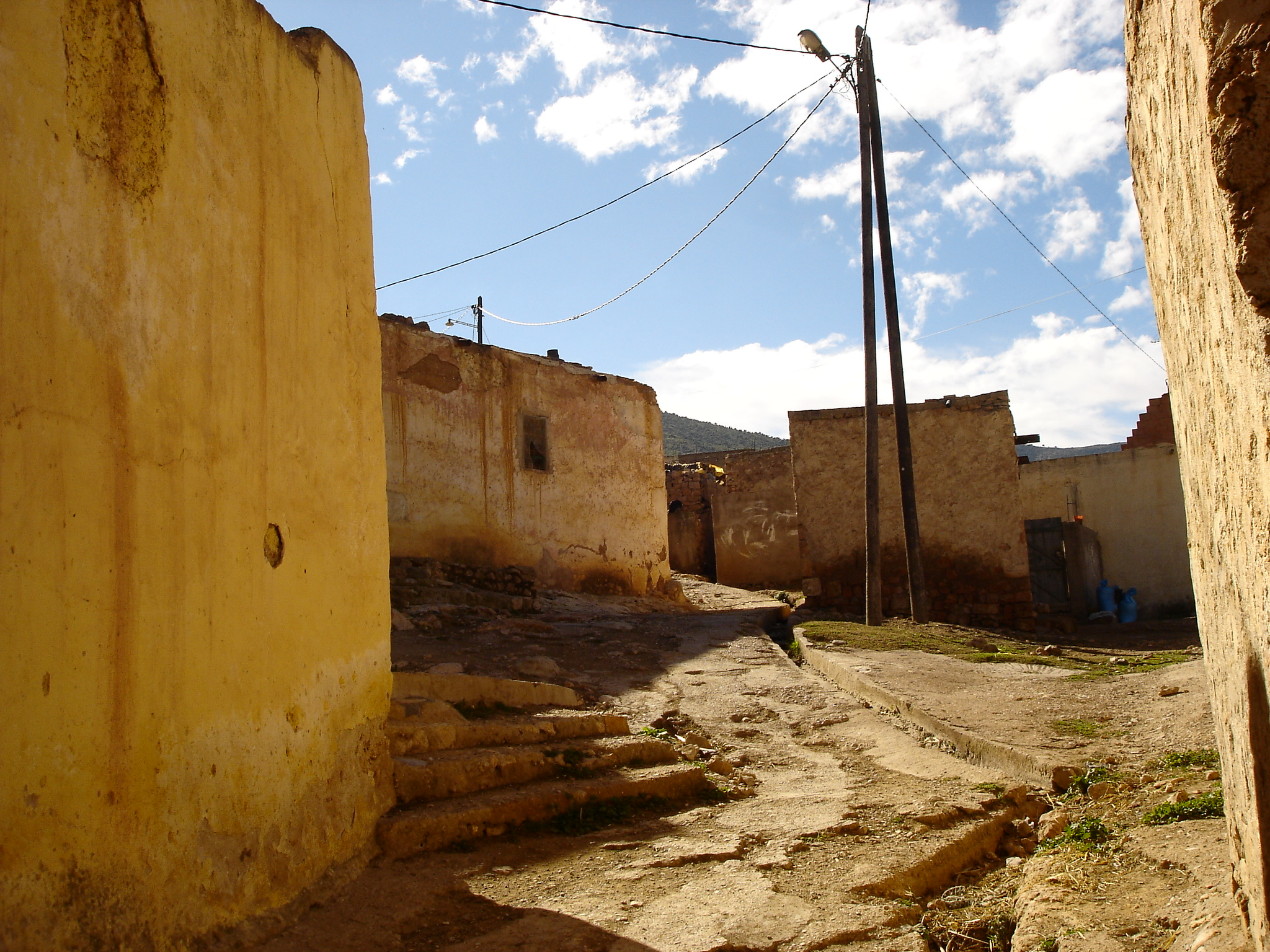
Calle típica  en Debdú.
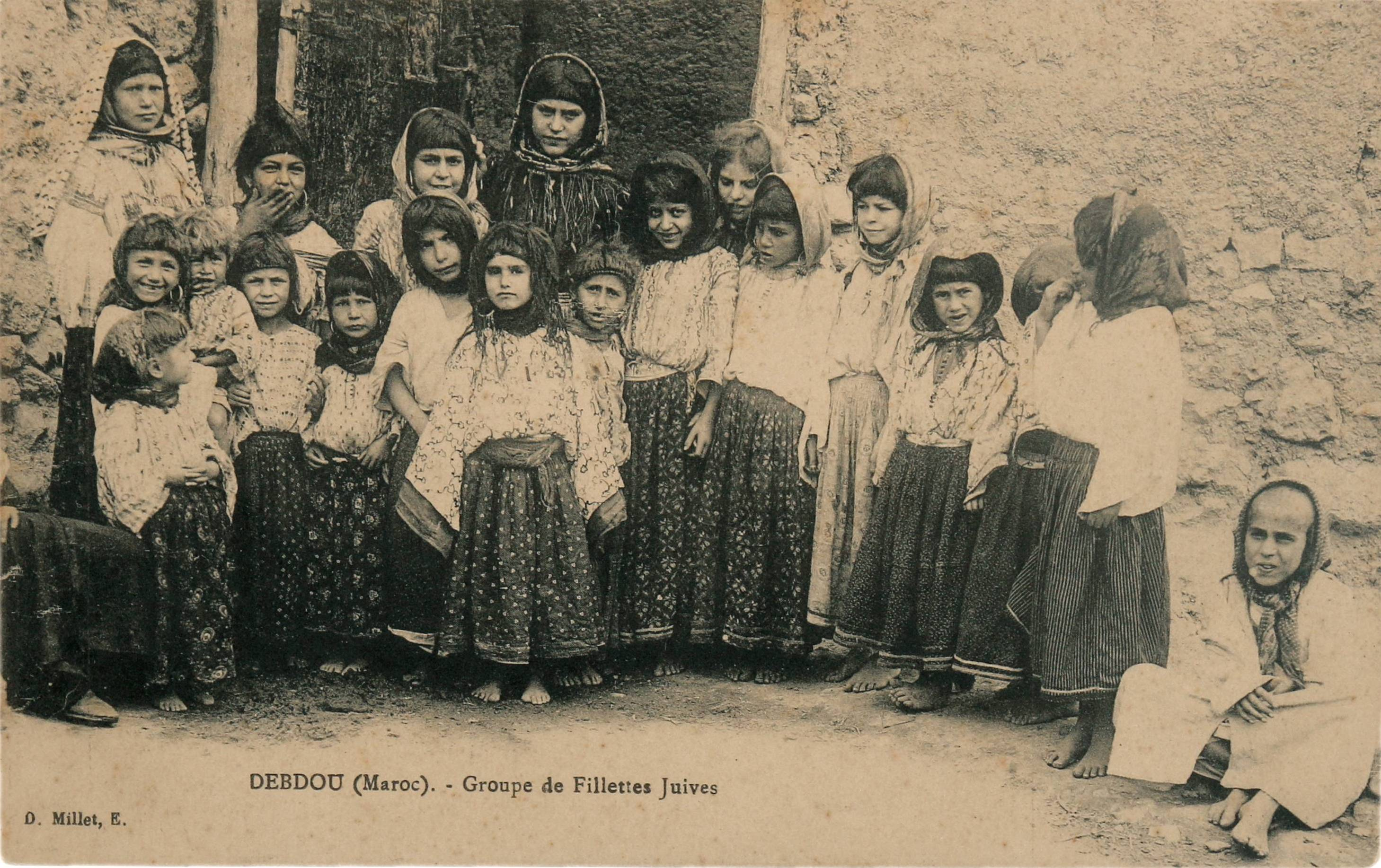
Niñas judías en Debdú hacia 1915